# Droga wojewódzka 419
Die Droga wojewódzka 419 (DW 419) ist eine 15 Kilometer lange Droga wojewódzka (Woiwodschaftsstraße) in der polnischen Woiwodschaft Opole, die Nowa Cerekwia mit dem Grenzübergang nach Tschechien verbindet. Die Strecke liegt im Powiat Głubczycki.

## Streckenverlauf
Woiwodschaft Opole, Powiat Głubczycki
-  Nowa Cerekwia (Deutsch Neukirch) (DW 416)
- Gniewkowice (Annahof)
- Nasiedle (Nassiedel, Nassidl)
- Niekazanice (Osterwitz)
- Branice (Branitz)
-  Grenzübergang ( Tschechien)